# Kratie (Stadt)

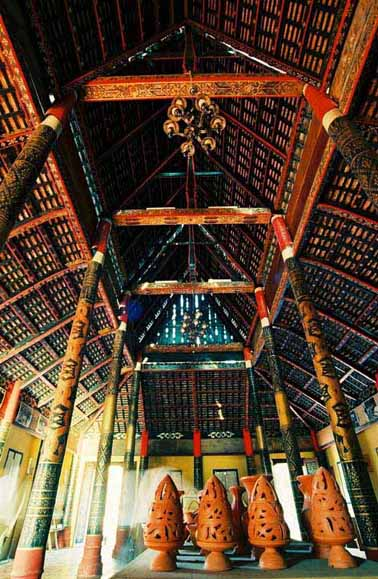
Pagode Roka Kandal

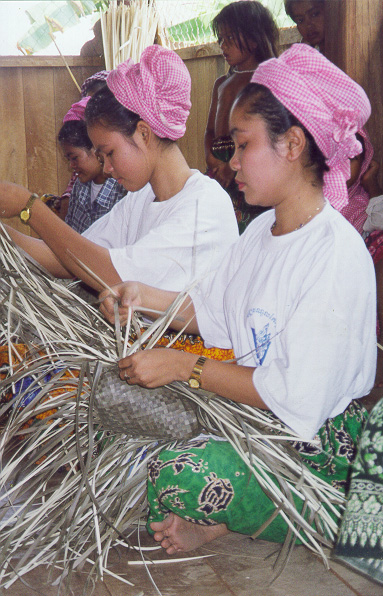
Cham Korbflechterinnen

Kratie (Khmer ក្រចេះ, Umschrift: Krâchéh) ist eine Stadt mit etwa 60.000 Einwohnern im Osten von Kambodscha am Ostufer des Mekong. Sie ist die Hauptstadt der gleichnamigen Provinz.
Die Bedeutung von Kratie hat in den letzten Jahren als Durchgangsreiseort von Kambodscha über Land nach Laos sowie in den Nordosten (Minderheitenprovinz Ratanakiri) und Osten (Minderheitenprovinz Mondulkiri) zugenommen. 2005 kamen bereits über 5.000 ausländische Touristen nach Kratie. Im Jahr 2015 stieg die Anzahl dieser auf 24.239, Tendenz weiterhin steigend. Hauptanziehungspunkt für Besucher von Kratie sind die Süßwasserdelphine des Mekong. Während es in 1997 Jahren in den Mekonggewässern Kambodschas noch mehr als 200 Exemplare gab, ging die Zahl weiter zurück, bis 2013 nur noch 70 Delphine erhalten waren.  Danach zeigten Schutzmaßnahmen Erfolg und der Bestand erholte sich bis zum Jahr 2025 auf 111 Exemplare. Für die Delphine wurden Schutzzonen errichtet, die Fischerei ist dort verboten und passierende Schiffe müssen eine spezielle Route fahren.

## Sehenswürdigkeiten
Kampi
Die bedeutendste Attraktion sind die oben genannten Flussdelphine. Kampi ist der Name des Ortes 15 nördlich der Stadt Kratie. Hier ist eine Beobachtungsstation errichtet worden. Es stehen auch Boote für Besichtigungen auf dem Mekong zur Verfügung. Die beste Zeit für Beobachtungen sind 1–2 Stunden nach dem Sonnenaufgang und 1–2 Stunden vor dem Sonnenuntergang. Am besten sind die Delphine in der Trockenzeit zu beobachten (Monate Dezember bis Mai), wenn der Fluss flacher wird und die Delphine mehr an die Oberfläche kommen.
Wat Kratie
in der Nähe des Hafens
Phnom Sombok
Phnom Sombok ist eine Pagode nördlich der Stadt. Sie befindet sich auf dem einzigen Hügel, den es im Umkreis von Kratie gibt. Eine lange Treppe führt hinauf zum Pavillon. Von ganz oben hat der Besucher einen schönen Ausblick auf den Mekong.
Historisches Museum
Das Historische Museum befindet sich im nördlichen Teil der Stadt, in der Nähe der Rechtsbiegung von der Flusspromenade in Richtung Ausfahrt zum Flughafen und nach Phnom Penh.
Roka Kandal Pagode
Dies ist die älteste aus dem frühen 19. Jahrhundert erhaltene und renovierte kambodschanische Pagode am Südrand der Stadt. Sie wurde 2002 mit deutschen Mitteln völlig restauriert und erinnert mit seinen schönen typisch kambodschanischen Holzbemalungen an die Pagoden in Luang Prabang.
Korbflechtdörfer
Dieses Handwerk wird in drei Dörfern etwa 30 km südlich der Stadt von Angehörigen der Cham-Minderheit ausgeübt.